# Daspletosaurus
Daspletosaurus horneri, Daspletosaurus torosus, Daspletosaurus wilsoni · Dasplétosaure
Genre
Espèces de rang inférieur
- † Daspletosaurus torosus Russell, 1970
- † Daspletosaurus horneri Carr et al., 2017

- † Daspletosaurus wilsoni Warshaw et Fowler, 2022

Daspletosaurus (le dasplétosaure, qui signifie lézard effrayant) est un genre fossile de dinosaures théropodes de la famille des tyrannosauridés, moins connu que le célèbre Tyrannosaurus rex. Il a vécu dans la partie ouest de l'Amérique du Nord au Canada et aux États-Unis, il y a entre 77 et 74 Ma, durant le Crétacé supérieur (Campanien).
Deux espèces ont été rattachées à ce genre. Les fossiles de la première espèce décrite, Daspletosaurus torosus, proviennent de la Red Deer River, près de Steveville, dans l'Alberta. Une autre espèce, Daspletosaurus horneri, a été identifiée à partir de fossiles retrouvés au Montana. Comme la plupart des tyrannosauridés connus, c'était un prédateur bipède de plusieurs tonnes, qui possédait des douzaines de grandes dents. Daspletosaurus avait également des membres antérieurs courts, typiques des tyrannosauridés, bien qu'ils fussent ici plus longs que pour les autres genres.
Daspletosaurus était au sommet de la chaîne alimentaire, chassant probablement des gros dinosaures comme le ceratopsidé Centrosaurus et l'hadrosaure Hypacrosaurus. Dans certaines régions, Daspletosaurus a coexisté avec un autre tyrannosauridé, Gorgosaurus, mais il existe des preuves de différenciation des niches écologiques entre ces deux genres. Bien que les fossiles de Daspletosaurus soient plus rares que ceux d'autres tyrannosauridés, les spécimens disponibles permettent des analyses de la biologie de ces animaux, comme le comportement social, le régime alimentaire et le développement de l'individu.

## Description

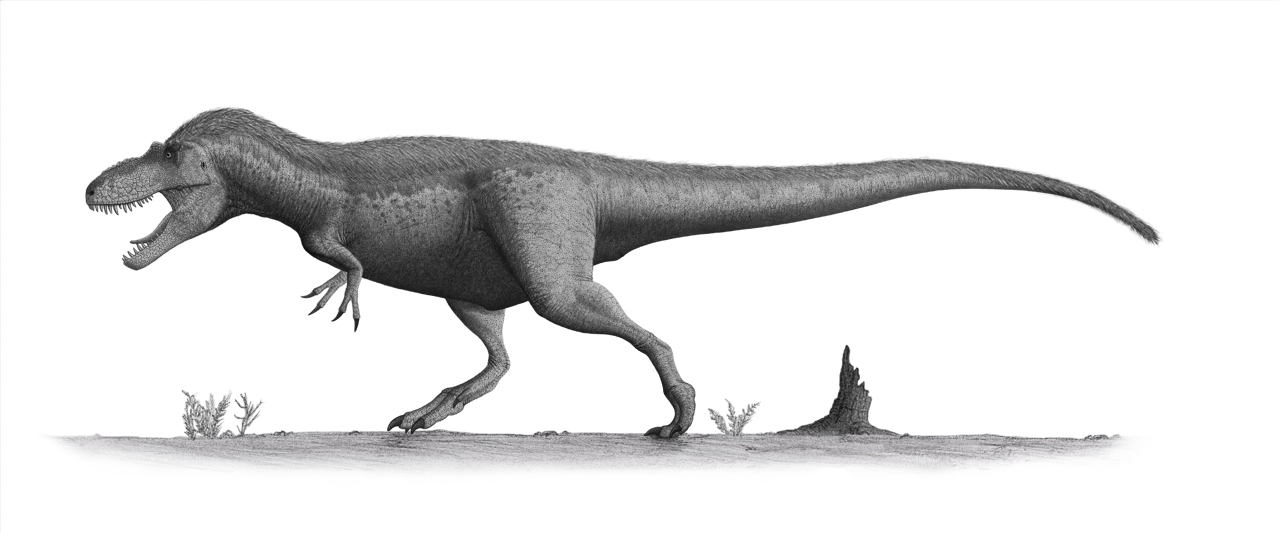
Reconstitution d'un Daspletosaurus.

Bien qu'étant grand par rapport aux prédateurs modernes, le Daspletosaurus n'était pas le plus grand tyrannosauridé. Les adultes pouvaient atteindre une longueur de 8 à 9 mètres du museau jusqu'à la queue. Il pesait en moyenne 2,5 tonnes,, mais pouvait atteindre de 1,8 à 3,8 tonnes.
Daspletosaurus avait un crâne massif qui pouvait mesurer plus d'un mètre de long. Les os étaient solides, et les os nasaux au-dessus du museau étaient fusionnés. De larges ouvertures dans le crâne réduisaient son poids. Un Daspletosaurus adulte était armé de six douzaines de dents longues mais à section perpendiculaire ovale plutôt qu'en forme de lame. Contrairement à ses autres dents, celles du prémaxillaire au bout de la mâchoire supérieure ont une section perpendiculaire en forme de D. Cette hétérodontie se retrouve chez tous les tyrannosauridés. Les seules caractéristiques du crâne sont la surface externe rugueuse du maxillaire (l'os de la mâchoire supérieure) et les crêtes autour des yeux, sur l'os lacrymal, l'os postorbitaire et l'os jugal. L'orbite était un grand ovale, intermédiaire entre la forme circulaire de l'orbite de Gorgosaurus et la forme en "trou de serrure" de celle de Tyrannosaurus,,.
Daspletosaurus avait la même morphologie que les autres tyrannosauridés, avec un cou court en forme de S, supportant le crâne massif. Il marchait sur ses deux membres postérieurs, qui se terminaient en pied à quatre orteils, bien que le premier orteil (l'hallux) ne touchât pas le sol. Par rapport aux membres postérieurs, les membres antérieurs étaient extrêmement petits et ne comportaient que deux doigts, bien que Daspletosaurus possède les plus longs membres antérieurs par rapport à la taille du corps, parmi les tyrannosauridés. Une lourde et longue queue servait de contrepoids à la tête et au torse, plaçant le centre de gravité au-dessus des hanches,.

## Classification et systématique
| void | Daspletosaurus                                                                   |
|      | Daspletosaurus                                                                   |
|      | \| void \| Tarbosaurus* \| \| \| Tarbosaurus* \| \| \| Tyrannosaurus \| \| \| \| |
|      |                                                                                  |
| void | Tarbosaurus*                                                                     |
|      | Tarbosaurus*                                                                     |
|      | Tyrannosaurus                                                                    |
|      |                                                                                  |

| void | Tarbosaurus*  |
|      | Tarbosaurus*  |
|      | Tyrannosaurus |
|      |               |

| void | Daspletosaurus                                                                   |
|      | Daspletosaurus                                                                   |
|      | \| void \| Tarbosaurus* \| \| \| Tarbosaurus* \| \| \| Tyrannosaurus \| \| \| \| |
|      |                                                                                  |
| void | Tarbosaurus*                                                                     |
|      | Tarbosaurus*                                                                     |
|      | Tyrannosaurus                                                                    |
|      |                                                                                  |

| void | Tarbosaurus*  |
|      | Tarbosaurus*  |
|      | Tyrannosaurus |
|      |               |

| void | Daspletosaurus                                                                   |
|      | Daspletosaurus                                                                   |
|      | \| void \| Tarbosaurus* \| \| \| Tarbosaurus* \| \| \| Tyrannosaurus \| \| \| \| |
|      |                                                                                  |
| void | Tarbosaurus*                                                                     |
|      | Tarbosaurus*                                                                     |
|      | Tyrannosaurus                                                                    |
|      |                                                                                  |

| void | Tarbosaurus*  |
|      | Tarbosaurus*  |
|      | Tyrannosaurus |
|      |               |

| void | Daspletosaurus                                                                   |
|      | Daspletosaurus                                                                   |
|      | \| void \| Tarbosaurus* \| \| \| Tarbosaurus* \| \| \| Tyrannosaurus \| \| \| \| |
|      |                                                                                  |
| void | Tarbosaurus*                                                                     |
|      | Tarbosaurus*                                                                     |
|      | Tyrannosaurus                                                                    |
|      |                                                                                  |

| void | Tarbosaurus*  |
|      | Tarbosaurus*  |
|      | Tyrannosaurus |
|      |               |

| void | Daspletosaurus                                                                   |
|      | Daspletosaurus                                                                   |
|      | \| void \| Tarbosaurus* \| \| \| Tarbosaurus* \| \| \| Tyrannosaurus \| \| \| \| |
|      |                                                                                  |
| void | Tarbosaurus*                                                                     |
|      | Tarbosaurus*                                                                     |
|      | Tyrannosaurus                                                                    |
|      |                                                                                  |

| void | Tarbosaurus*  |
|      | Tarbosaurus*  |
|      | Tyrannosaurus |
|      |               |

| void | Daspletosaurus                                                                   |
|      | Daspletosaurus                                                                   |
|      | \| void \| Tarbosaurus* \| \| \| Tarbosaurus* \| \| \| Tyrannosaurus \| \| \| \| |
|      |                                                                                  |
| void | Tarbosaurus*                                                                     |
|      | Tarbosaurus*                                                                     |
|      | Tyrannosaurus                                                                    |
|      |                                                                                  |

| void | Tarbosaurus*  |
|      | Tarbosaurus*  |
|      | Tyrannosaurus |
|      |               |

| void | Daspletosaurus                                                                   |
|      | Daspletosaurus                                                                   |
|      | \| void \| Tarbosaurus* \| \| \| Tarbosaurus* \| \| \| Tyrannosaurus \| \| \| \| |
|      |                                                                                  |
| void | Tarbosaurus*                                                                     |
|      | Tarbosaurus*                                                                     |
|      | Tyrannosaurus                                                                    |
|      |                                                                                  |

| void | Tarbosaurus*  |
|      | Tarbosaurus*  |
|      | Tyrannosaurus |
|      |               |

| void | Daspletosaurus                                                                   |
|      | Daspletosaurus                                                                   |
|      | \| void \| Tarbosaurus* \| \| \| Tarbosaurus* \| \| \| Tyrannosaurus \| \| \| \| |
|      |                                                                                  |
| void | Tarbosaurus*                                                                     |
|      | Tarbosaurus*                                                                     |
|      | Tyrannosaurus                                                                    |
|      |                                                                                  |

| void | Tarbosaurus*  |
|      | Tarbosaurus*  |
|      | Tyrannosaurus |
|      |               |

| void | Daspletosaurus                                                             |
|      | Daspletosaurus                                                             |
|      | \| void \| Tarbosaurus \| \| \| Tarbosaurus \| \| \| Alioramus \| \| \| \| |
|      |                                                                            |
| void | Tarbosaurus                                                                |
|      | Tarbosaurus                                                                |
|      | Alioramus                                                                  |
|      |                                                                            |

| void | Tarbosaurus |
|      | Tarbosaurus |
|      | Alioramus   |
|      |             |

|  | Nanotyrannus  |
|  |               |
|  | Tyrannosaurus |
|  |               |

| void | Daspletosaurus                                                             |
|      | Daspletosaurus                                                             |
|      | \| void \| Tarbosaurus \| \| \| Tarbosaurus \| \| \| Alioramus \| \| \| \| |
|      |                                                                            |
| void | Tarbosaurus                                                                |
|      | Tarbosaurus                                                                |
|      | Alioramus                                                                  |
|      |                                                                            |

| void | Tarbosaurus |
|      | Tarbosaurus |
|      | Alioramus   |
|      |             |

|  | Nanotyrannus  |
|  |               |
|  | Tyrannosaurus |
|  |               |

| void | Daspletosaurus                                                             |
|      | Daspletosaurus                                                             |
|      | \| void \| Tarbosaurus \| \| \| Tarbosaurus \| \| \| Alioramus \| \| \| \| |
|      |                                                                            |
| void | Tarbosaurus                                                                |
|      | Tarbosaurus                                                                |
|      | Alioramus                                                                  |
|      |                                                                            |

| void | Tarbosaurus |
|      | Tarbosaurus |
|      | Alioramus   |
|      |             |

|  | Nanotyrannus  |
|  |               |
|  | Tyrannosaurus |
|  |               |

| void | Daspletosaurus                                                             |
|      | Daspletosaurus                                                             |
|      | \| void \| Tarbosaurus \| \| \| Tarbosaurus \| \| \| Alioramus \| \| \| \| |
|      |                                                                            |
| void | Tarbosaurus                                                                |
|      | Tarbosaurus                                                                |
|      | Alioramus                                                                  |
|      |                                                                            |

| void | Tarbosaurus |
|      | Tarbosaurus |
|      | Alioramus   |
|      |             |

|  | Nanotyrannus  |
|  |               |
|  | Tyrannosaurus |
|  |               |

| void | Daspletosaurus                                                             |
|      | Daspletosaurus                                                             |
|      | \| void \| Tarbosaurus \| \| \| Tarbosaurus \| \| \| Alioramus \| \| \| \| |
|      |                                                                            |
| void | Tarbosaurus                                                                |
|      | Tarbosaurus                                                                |
|      | Alioramus                                                                  |
|      |                                                                            |

| void | Tarbosaurus |
|      | Tarbosaurus |
|      | Alioramus   |
|      |             |

|  | Nanotyrannus  |
|  |               |
|  | Tyrannosaurus |
|  |               |

| void | Daspletosaurus                                                             |
|      | Daspletosaurus                                                             |
|      | \| void \| Tarbosaurus \| \| \| Tarbosaurus \| \| \| Alioramus \| \| \| \| |
|      |                                                                            |
| void | Tarbosaurus                                                                |
|      | Tarbosaurus                                                                |
|      | Alioramus                                                                  |
|      |                                                                            |

| void | Tarbosaurus |
|      | Tarbosaurus |
|      | Alioramus   |
|      |             |

|  | Nanotyrannus  |
|  |               |
|  | Tyrannosaurus |
|  |               |

| void | Daspletosaurus                                                             |
|      | Daspletosaurus                                                             |
|      | \| void \| Tarbosaurus \| \| \| Tarbosaurus \| \| \| Alioramus \| \| \| \| |
|      |                                                                            |
| void | Tarbosaurus                                                                |
|      | Tarbosaurus                                                                |
|      | Alioramus                                                                  |
|      |                                                                            |

| void | Tarbosaurus |
|      | Tarbosaurus |
|      | Alioramus   |
|      |             |

|  | Nanotyrannus  |
|  |               |
|  | Tyrannosaurus |
|  |               |

| void | Daspletosaurus                                                             |
|      | Daspletosaurus                                                             |
|      | \| void \| Tarbosaurus \| \| \| Tarbosaurus \| \| \| Alioramus \| \| \| \| |
|      |                                                                            |
| void | Tarbosaurus                                                                |
|      | Tarbosaurus                                                                |
|      | Alioramus                                                                  |
|      |                                                                            |

| void | Tarbosaurus |
|      | Tarbosaurus |
|      | Alioramus   |
|      |             |

|  | Nanotyrannus  |
|  |               |
|  | Tyrannosaurus |
|  |               |

Daspletosaurus appartient à la sous-famille des Tyrannosaurinae parmi la famille des Tyrannosauridae, avec les genres Tarbosaurus, Tyrannosaurus et Alioramus. Les animaux de cette sous-famille sont connus, à l'exception d'Alioramus, pour leur squelette robuste avec proportionnellement des crânes plus gros et de plus longs fémurs que ceux de l'autre sous-famille, les Albertosaurinae,.
Daspletosaurus est généralement considéré comme étant un proche parent de Tyrannosaurus rex, ou même un ancêtre direct par anagénèse. Gregory Paul réassigna D. torosus au genre Tyrannosaurus, créant ainsi le Tyrannosaurus torosus, mais cela n'a pas été encore généralement accepté,. Beaucoup de chercheurs pensent que les genres Tarbosaurus et Tyrannosaurus sont des taxons frères, voire le même genre, et Daspletosaurus un parent plus ancestral,. D'un autre côté, Philip John Currie et des collègues ont trouvé que Daspletosaurus était plus apparenté au Tarbosaurus et à d'autres tyrannosauridés asiatiques comme Alioramus, plutôt qu'au Tyrannosaurus nord-américain. La systématique de Daspletosaurus sera sûrement plus claire une fois que les espèces seront toutes décrites.
En 2016, une grande synthèse phylogénétique de l'ensemble des Tyrannosauroidea connus, par Stephen Brusatte et Thomas Carr, confirme la position de Daspletosaurus proche du groupe frère Tarbosaurus-Tyrannosaurus, mais en intercalant entre eux le genre chinois Zhuchengtyrannus.
Ci-dessous, la phylogénie des genres de tyrannosauridés d'après l'étude publié par Brusatte & Carr (2016) :
|  | Albertosaurus |
|  |               |
|  | Gorgosaurus   |
|  |               |

| Alioramini | \| \| Alioramus \| \| \| \| \| \| Qianzhousaurus \| \| \| \| |
|            | \| \| Alioramus \| \| \| \| \| \| Qianzhousaurus \| \| \| \| |
|            | Alioramus                                                    |
|            |                                                              |
|            | Qianzhousaurus                                               |
|            |                                                              |

|  | Alioramus      |
|  |                |
|  | Qianzhousaurus |
|  |                |

|  | Nanuqsaurus   |
|  |               |
|  | Teratophoneus |
|  |               |

|  | Zhuchengtyrannus                                              |
|  |                                                               |
|  | \| \| Tarbosaurus \| \| \| \| \| \| Tyrannosaurus \| \| \| \| |
|  |                                                               |
|  | Tarbosaurus                                                   |
|  |                                                               |
|  | Tyrannosaurus                                                 |
|  |                                                               |

|  | Tarbosaurus   |
|  |               |
|  | Tyrannosaurus |
|  |               |

|  | Zhuchengtyrannus                                              |
|  |                                                               |
|  | \| \| Tarbosaurus \| \| \| \| \| \| Tyrannosaurus \| \| \| \| |
|  |                                                               |
|  | Tarbosaurus                                                   |
|  |                                                               |
|  | Tyrannosaurus                                                 |
|  |                                                               |

|  | Tarbosaurus   |
|  |               |
|  | Tyrannosaurus |
|  |               |

|  | Zhuchengtyrannus                                              |
|  |                                                               |
|  | \| \| Tarbosaurus \| \| \| \| \| \| Tyrannosaurus \| \| \| \| |
|  |                                                               |
|  | Tarbosaurus                                                   |
|  |                                                               |
|  | Tyrannosaurus                                                 |
|  |                                                               |

|  | Tarbosaurus   |
|  |               |
|  | Tyrannosaurus |
|  |               |

|  | Zhuchengtyrannus                                              |
|  |                                                               |
|  | \| \| Tarbosaurus \| \| \| \| \| \| Tyrannosaurus \| \| \| \| |
|  |                                                               |
|  | Tarbosaurus                                                   |
|  |                                                               |
|  | Tyrannosaurus                                                 |
|  |                                                               |

|  | Tarbosaurus   |
|  |               |
|  | Tyrannosaurus |
|  |               |

|  | Nanuqsaurus   |
|  |               |
|  | Teratophoneus |
|  |               |

|  | Zhuchengtyrannus                                              |
|  |                                                               |
|  | \| \| Tarbosaurus \| \| \| \| \| \| Tyrannosaurus \| \| \| \| |
|  |                                                               |
|  | Tarbosaurus                                                   |
|  |                                                               |
|  | Tyrannosaurus                                                 |
|  |                                                               |

|  | Tarbosaurus   |
|  |               |
|  | Tyrannosaurus |
|  |               |

|  | Zhuchengtyrannus                                              |
|  |                                                               |
|  | \| \| Tarbosaurus \| \| \| \| \| \| Tyrannosaurus \| \| \| \| |
|  |                                                               |
|  | Tarbosaurus                                                   |
|  |                                                               |
|  | Tyrannosaurus                                                 |
|  |                                                               |

|  | Tarbosaurus   |
|  |               |
|  | Tyrannosaurus |
|  |               |

|  | Zhuchengtyrannus                                              |
|  |                                                               |
|  | \| \| Tarbosaurus \| \| \| \| \| \| Tyrannosaurus \| \| \| \| |
|  |                                                               |
|  | Tarbosaurus                                                   |
|  |                                                               |
|  | Tyrannosaurus                                                 |
|  |                                                               |

|  | Tarbosaurus   |
|  |               |
|  | Tyrannosaurus |
|  |               |

|  | Zhuchengtyrannus                                              |
|  |                                                               |
|  | \| \| Tarbosaurus \| \| \| \| \| \| Tyrannosaurus \| \| \| \| |
|  |                                                               |
|  | Tarbosaurus                                                   |
|  |                                                               |
|  | Tyrannosaurus                                                 |
|  |                                                               |

|  | Tarbosaurus   |
|  |               |
|  | Tyrannosaurus |
|  |               |

| Alioramini | \| \| Alioramus \| \| \| \| \| \| Qianzhousaurus \| \| \| \| |
|            | \| \| Alioramus \| \| \| \| \| \| Qianzhousaurus \| \| \| \| |
|            | Alioramus                                                    |
|            |                                                              |
|            | Qianzhousaurus                                               |
|            |                                                              |

|  | Alioramus      |
|  |                |
|  | Qianzhousaurus |
|  |                |

|  | Nanuqsaurus   |
|  |               |
|  | Teratophoneus |
|  |               |

|  | Zhuchengtyrannus                                              |
|  |                                                               |
|  | \| \| Tarbosaurus \| \| \| \| \| \| Tyrannosaurus \| \| \| \| |
|  |                                                               |
|  | Tarbosaurus                                                   |
|  |                                                               |
|  | Tyrannosaurus                                                 |
|  |                                                               |

|  | Tarbosaurus   |
|  |               |
|  | Tyrannosaurus |
|  |               |

|  | Zhuchengtyrannus                                              |
|  |                                                               |
|  | \| \| Tarbosaurus \| \| \| \| \| \| Tyrannosaurus \| \| \| \| |
|  |                                                               |
|  | Tarbosaurus                                                   |
|  |                                                               |
|  | Tyrannosaurus                                                 |
|  |                                                               |

|  | Tarbosaurus   |
|  |               |
|  | Tyrannosaurus |
|  |               |

|  | Zhuchengtyrannus                                              |
|  |                                                               |
|  | \| \| Tarbosaurus \| \| \| \| \| \| Tyrannosaurus \| \| \| \| |
|  |                                                               |
|  | Tarbosaurus                                                   |
|  |                                                               |
|  | Tyrannosaurus                                                 |
|  |                                                               |

|  | Tarbosaurus   |
|  |               |
|  | Tyrannosaurus |
|  |               |

|  | Zhuchengtyrannus                                              |
|  |                                                               |
|  | \| \| Tarbosaurus \| \| \| \| \| \| Tyrannosaurus \| \| \| \| |
|  |                                                               |
|  | Tarbosaurus                                                   |
|  |                                                               |
|  | Tyrannosaurus                                                 |
|  |                                                               |

|  | Tarbosaurus   |
|  |               |
|  | Tyrannosaurus |
|  |               |

|  | Nanuqsaurus   |
|  |               |
|  | Teratophoneus |
|  |               |

|  | Zhuchengtyrannus                                              |
|  |                                                               |
|  | \| \| Tarbosaurus \| \| \| \| \| \| Tyrannosaurus \| \| \| \| |
|  |                                                               |
|  | Tarbosaurus                                                   |
|  |                                                               |
|  | Tyrannosaurus                                                 |
|  |                                                               |

|  | Tarbosaurus   |
|  |               |
|  | Tyrannosaurus |
|  |               |

|  | Zhuchengtyrannus                                              |
|  |                                                               |
|  | \| \| Tarbosaurus \| \| \| \| \| \| Tyrannosaurus \| \| \| \| |
|  |                                                               |
|  | Tarbosaurus                                                   |
|  |                                                               |
|  | Tyrannosaurus                                                 |
|  |                                                               |

|  | Tarbosaurus   |
|  |               |
|  | Tyrannosaurus |
|  |               |

|  | Zhuchengtyrannus                                              |
|  |                                                               |
|  | \| \| Tarbosaurus \| \| \| \| \| \| Tyrannosaurus \| \| \| \| |
|  |                                                               |
|  | Tarbosaurus                                                   |
|  |                                                               |
|  | Tyrannosaurus                                                 |
|  |                                                               |

|  | Tarbosaurus   |
|  |               |
|  | Tyrannosaurus |
|  |               |

|  | Zhuchengtyrannus                                              |
|  |                                                               |
|  | \| \| Tarbosaurus \| \| \| \| \| \| Tyrannosaurus \| \| \| \| |
|  |                                                               |
|  | Tarbosaurus                                                   |
|  |                                                               |
|  | Tyrannosaurus                                                 |
|  |                                                               |

|  | Tarbosaurus   |
|  |               |
|  | Tyrannosaurus |
|  |               |

|  | Albertosaurus |
|  |               |
|  | Gorgosaurus   |
|  |               |

| Alioramini | \| \| Alioramus \| \| \| \| \| \| Qianzhousaurus \| \| \| \| |
|            | \| \| Alioramus \| \| \| \| \| \| Qianzhousaurus \| \| \| \| |
|            | Alioramus                                                    |
|            |                                                              |
|            | Qianzhousaurus                                               |
|            |                                                              |

|  | Alioramus      |
|  |                |
|  | Qianzhousaurus |
|  |                |

|  | Nanuqsaurus   |
|  |               |
|  | Teratophoneus |
|  |               |

|  | Zhuchengtyrannus                                              |
|  |                                                               |
|  | \| \| Tarbosaurus \| \| \| \| \| \| Tyrannosaurus \| \| \| \| |
|  |                                                               |
|  | Tarbosaurus                                                   |
|  |                                                               |
|  | Tyrannosaurus                                                 |
|  |                                                               |

|  | Tarbosaurus   |
|  |               |
|  | Tyrannosaurus |
|  |               |

|  | Zhuchengtyrannus                                              |
|  |                                                               |
|  | \| \| Tarbosaurus \| \| \| \| \| \| Tyrannosaurus \| \| \| \| |
|  |                                                               |
|  | Tarbosaurus                                                   |
|  |                                                               |
|  | Tyrannosaurus                                                 |
|  |                                                               |

|  | Tarbosaurus   |
|  |               |
|  | Tyrannosaurus |
|  |               |

|  | Zhuchengtyrannus                                              |
|  |                                                               |
|  | \| \| Tarbosaurus \| \| \| \| \| \| Tyrannosaurus \| \| \| \| |
|  |                                                               |
|  | Tarbosaurus                                                   |
|  |                                                               |
|  | Tyrannosaurus                                                 |
|  |                                                               |

|  | Tarbosaurus   |
|  |               |
|  | Tyrannosaurus |
|  |               |

|  | Zhuchengtyrannus                                              |
|  |                                                               |
|  | \| \| Tarbosaurus \| \| \| \| \| \| Tyrannosaurus \| \| \| \| |
|  |                                                               |
|  | Tarbosaurus                                                   |
|  |                                                               |
|  | Tyrannosaurus                                                 |
|  |                                                               |

|  | Tarbosaurus   |
|  |               |
|  | Tyrannosaurus |
|  |               |

|  | Nanuqsaurus   |
|  |               |
|  | Teratophoneus |
|  |               |

|  | Zhuchengtyrannus                                              |
|  |                                                               |
|  | \| \| Tarbosaurus \| \| \| \| \| \| Tyrannosaurus \| \| \| \| |
|  |                                                               |
|  | Tarbosaurus                                                   |
|  |                                                               |
|  | Tyrannosaurus                                                 |
|  |                                                               |

|  | Tarbosaurus   |
|  |               |
|  | Tyrannosaurus |
|  |               |

|  | Zhuchengtyrannus                                              |
|  |                                                               |
|  | \| \| Tarbosaurus \| \| \| \| \| \| Tyrannosaurus \| \| \| \| |
|  |                                                               |
|  | Tarbosaurus                                                   |
|  |                                                               |
|  | Tyrannosaurus                                                 |
|  |                                                               |

|  | Tarbosaurus   |
|  |               |
|  | Tyrannosaurus |
|  |               |

|  | Zhuchengtyrannus                                              |
|  |                                                               |
|  | \| \| Tarbosaurus \| \| \| \| \| \| Tyrannosaurus \| \| \| \| |
|  |                                                               |
|  | Tarbosaurus                                                   |
|  |                                                               |
|  | Tyrannosaurus                                                 |
|  |                                                               |

|  | Tarbosaurus   |
|  |               |
|  | Tyrannosaurus |
|  |               |

|  | Zhuchengtyrannus                                              |
|  |                                                               |
|  | \| \| Tarbosaurus \| \| \| \| \| \| Tyrannosaurus \| \| \| \| |
|  |                                                               |
|  | Tarbosaurus                                                   |
|  |                                                               |
|  | Tyrannosaurus                                                 |
|  |                                                               |

|  | Tarbosaurus   |
|  |               |
|  | Tyrannosaurus |
|  |               |

| Alioramini | \| \| Alioramus \| \| \| \| \| \| Qianzhousaurus \| \| \| \| |
|            | \| \| Alioramus \| \| \| \| \| \| Qianzhousaurus \| \| \| \| |
|            | Alioramus                                                    |
|            |                                                              |
|            | Qianzhousaurus                                               |
|            |                                                              |

|  | Alioramus      |
|  |                |
|  | Qianzhousaurus |
|  |                |

|  | Nanuqsaurus   |
|  |               |
|  | Teratophoneus |
|  |               |

|  | Zhuchengtyrannus                                              |
|  |                                                               |
|  | \| \| Tarbosaurus \| \| \| \| \| \| Tyrannosaurus \| \| \| \| |
|  |                                                               |
|  | Tarbosaurus                                                   |
|  |                                                               |
|  | Tyrannosaurus                                                 |
|  |                                                               |

|  | Tarbosaurus   |
|  |               |
|  | Tyrannosaurus |
|  |               |

|  | Zhuchengtyrannus                                              |
|  |                                                               |
|  | \| \| Tarbosaurus \| \| \| \| \| \| Tyrannosaurus \| \| \| \| |
|  |                                                               |
|  | Tarbosaurus                                                   |
|  |                                                               |
|  | Tyrannosaurus                                                 |
|  |                                                               |

|  | Tarbosaurus   |
|  |               |
|  | Tyrannosaurus |
|  |               |

|  | Zhuchengtyrannus                                              |
|  |                                                               |
|  | \| \| Tarbosaurus \| \| \| \| \| \| Tyrannosaurus \| \| \| \| |
|  |                                                               |
|  | Tarbosaurus                                                   |
|  |                                                               |
|  | Tyrannosaurus                                                 |
|  |                                                               |

|  | Tarbosaurus   |
|  |               |
|  | Tyrannosaurus |
|  |               |

|  | Zhuchengtyrannus                                              |
|  |                                                               |
|  | \| \| Tarbosaurus \| \| \| \| \| \| Tyrannosaurus \| \| \| \| |
|  |                                                               |
|  | Tarbosaurus                                                   |
|  |                                                               |
|  | Tyrannosaurus                                                 |
|  |                                                               |

|  | Tarbosaurus   |
|  |               |
|  | Tyrannosaurus |
|  |               |

|  | Nanuqsaurus   |
|  |               |
|  | Teratophoneus |
|  |               |

|  | Zhuchengtyrannus                                              |
|  |                                                               |
|  | \| \| Tarbosaurus \| \| \| \| \| \| Tyrannosaurus \| \| \| \| |
|  |                                                               |
|  | Tarbosaurus                                                   |
|  |                                                               |
|  | Tyrannosaurus                                                 |
|  |                                                               |

|  | Tarbosaurus   |
|  |               |
|  | Tyrannosaurus |
|  |               |

|  | Zhuchengtyrannus                                              |
|  |                                                               |
|  | \| \| Tarbosaurus \| \| \| \| \| \| Tyrannosaurus \| \| \| \| |
|  |                                                               |
|  | Tarbosaurus                                                   |
|  |                                                               |
|  | Tyrannosaurus                                                 |
|  |                                                               |

|  | Tarbosaurus   |
|  |               |
|  | Tyrannosaurus |
|  |               |

|  | Zhuchengtyrannus                                              |
|  |                                                               |
|  | \| \| Tarbosaurus \| \| \| \| \| \| Tyrannosaurus \| \| \| \| |
|  |                                                               |
|  | Tarbosaurus                                                   |
|  |                                                               |
|  | Tyrannosaurus                                                 |
|  |                                                               |

|  | Tarbosaurus   |
|  |               |
|  | Tyrannosaurus |
|  |               |

|  | Zhuchengtyrannus                                              |
|  |                                                               |
|  | \| \| Tarbosaurus \| \| \| \| \| \| Tyrannosaurus \| \| \| \| |
|  |                                                               |
|  | Tarbosaurus                                                   |
|  |                                                               |
|  | Tyrannosaurus                                                 |
|  |                                                               |

|  | Tarbosaurus   |
|  |               |
|  | Tyrannosaurus |
|  |               |

## Découverte
Le spécimen type de Daspletosaurus torosus (CMN 8506) est un squelette partiel constitué du crâne, d'une épaule, d'un membre antérieur, du pelvis, d'un fémur, de toutes les vertèbres du cou au bassin, et des onze premières vertèbres de la queue. Il a été découvert en 1921 par Charles Mortram Sternberg, qui pensa qu'il appartenait à une espèce de Gorgosaurus. Il fallut attendre 1970 pour que le fossile soit entièrement décrit par Dale Russell, qui en fit le type d'un nouveau genre, Daspletosaurus, du grec δασπλητo-/daspleto- ("effrayant") et σαυρος/sauros ("lézard"). L'espèce type est D. torosus, qui correspond à "musclé", en latin. À part le spécimen type, il n'y a qu'un autre individu bien connu, un squelette complet découvert en 2001. Tous deux proviennent de la formation géologique appelée formation d'Oldman, dans l'ensemble des formations « Judith River Group » d'Alberta. Un spécimen de la formation de Horseshoe Canyon en Alberta a été réassigné à Albertosaurus sarcophagus. La formation d'Oldman s'est déposée pendant l'étage du Campanien moyen, au Crétacé supérieur, entre 77 et 76 Ma.

### Autres espèces
Deux ou trois espèces supplémentaires ont été attribuées au genre Daspletosaurus au fur et à mesure des années, et certains spécimens ont longtemps attendu une description et un nom scientifique. Durant ces années, elles ont été toutes désignées sous le nom Daspletosaurus sp., ce qui n'implique pas qu'elles soient de la même espèce,.

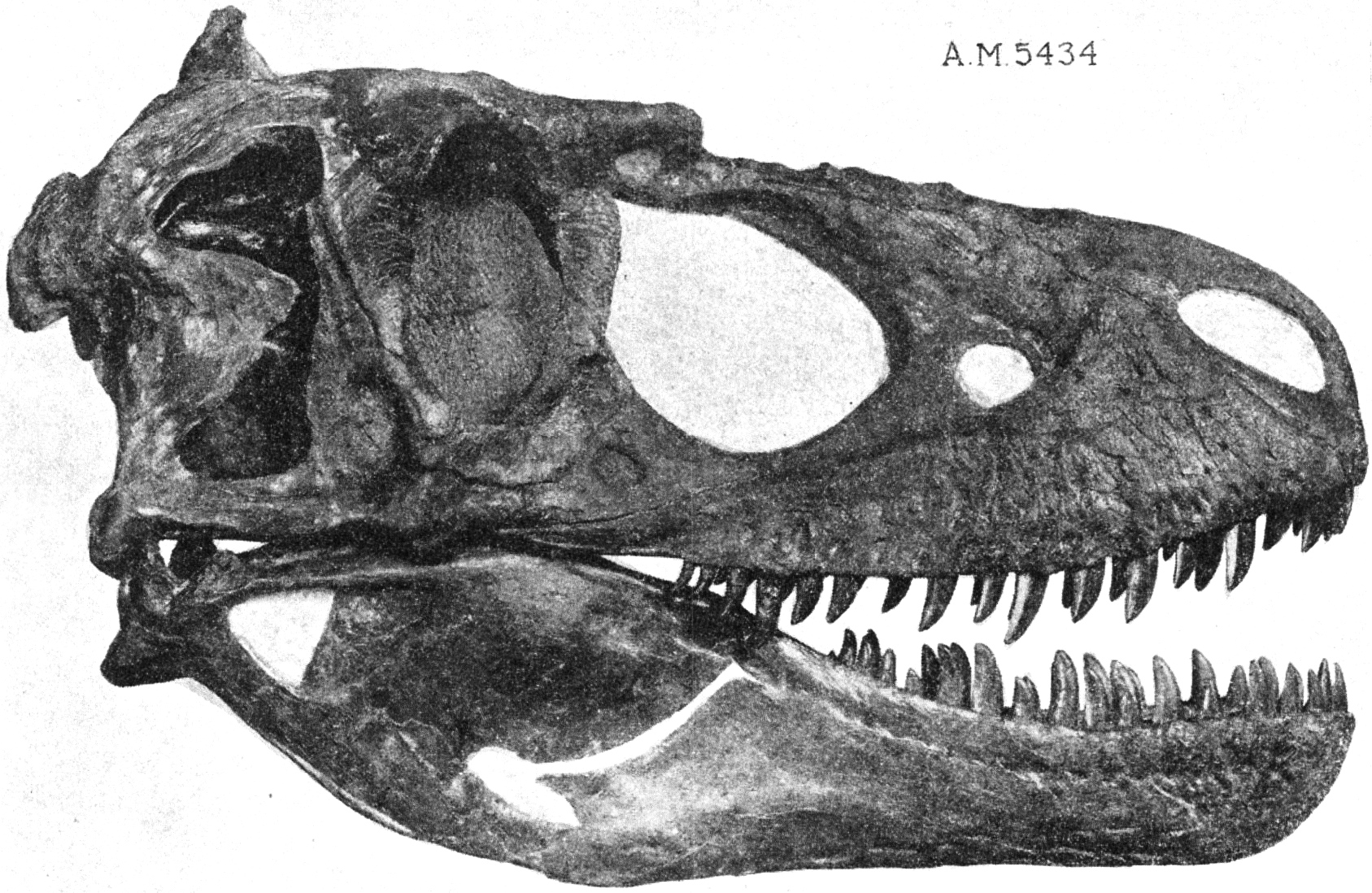
D'abord attribué à Gorgosaurus libratus, un crâne répertorié sous le numéro AMNH 543 fut vendu au musée Field à Chicago et est maintenant exposé en tant que FMNH PR308. Il a été réattribué à Daspletosaurus torosus par Thomas Carr en 1999.

Avec l'holotype, Russell désigna un spécimen récolté par Barnum Brown en 1913 comme paratype de D. torosus. Ce spécimen (AMNH 5438) est constitué de fragments de membres antérieurs, du pelvis et de quelques vertèbres associées. Il a été découvert dans la partie supérieure de la formation d'Oldman. Cette section a été renommée en formation de Dinosaur Park, qui date d'environ 76–74 Ma. En 1914, Brown découvrit un squelette presque complet. Quarante ans plus tard l'American Museum of Natural History le vendit au musée Field à Chicago. Il a été préparé pour être exposé à Chicago et étiqueté en tant qu'Albertosaurus libratus pendant de nombreuses années. Mais après plusieurs moulages de caractéristiques du crâne, notamment des dents, le spécimen (FMNH PR308) fut réattribué à Daspletosaurus. Au total, huit individus ont été collectés dans la formation de Dinosaur Park, la plupart dans les limites du parc provincial Dinosaur. Phil Currie pense que les spécimens de Dinosaur Park représentent une nouvelle espèce de Daspletosaurus, qui diffère par certaines caractéristiques du crâne. Des images de ces nouvelles espèces ont été publiées mais elles sont toujours dans l'attente d'un nom et d'une description complète.
Un nouveau spécimen de tyrannosaure (OMNH 10131), incluant des fragments de crâne, des côtes et des parties des membres postérieurs, a été découvert au Nouveau-Mexique en 1990 et attribué à l'ancien genre Aublysodon. Des auteurs ont plus tard réattribué ce spécimen, et quelques autres du Nouveau-Mexique, à une autre espèce de Daspletosaurus,,. Cependant, des recherches publiées en 2010 montrent que cette espèce, du Hunter Wash Member de la formation de Kirtland, est en fait un représentant plus primitif des Tyrannosauroidea et a été classé dans le genre Bistahieversor. Il y a actuellement des divergences quant à l'âge de la formation de Kirtland, que certains attribuent au Campanien supérieur, tandis que d'autres le pensent plus récent, de l'étage du Maastrichtien.
En 1992, Jack Horner et des collègues publièrent un rapport préliminaire sur un tyrannosauridé du Campanien supérieur, de la formation de Two Medicine dans le Montana, qui a été interprété un temps comme une espèce intermédiaire entre Daspletosaurus et Tyrannosaurus. Un autre squelette partiel fut rapporté de la partie supérieure de cette formation en 2001, avec les restes d'un hadrosaure juvénile dans sa cavité abdominale. Il fut attribué à Daspletosaurus mais à aucune espèce en particulier. Les restes d'au moins trois autres Daspletosaurus ont été décrits dans un lit d'ossements de la formation de Two Medicine. L'hypothèse de Phil Currie que le matériel de la formation de Two Medicine pouvait appartenir à une espèce supplémentaire de Daspletosaurus, a été confirmée en 2017 par Thomas Carr et ses collègues qui l'ont attribué à l'espèce Daspletosaurus horneri.

## Paléobiologie

### Coexistence avecGorgosaurus
À la fin du Campanien, en Amérique du Nord, Daspletosaurus était contemporain du tyrannosauridé de la sous-famille des Albertosaurinae Gorgosaurus. C'est une des rares coexistences de genres de tyrannosaures connues. Dans les guildes de prédateurs modernes, des prédateurs de tailles similaires sont séparés dans des niches écologiques différentes par des caractères anatomiques, comportementaux ou géographiques différents qui limitent la compétition. Plusieurs études ont tenté d'expliquer la différenciation des niches écologiques de Daspletosaurus et Gorgosaurus.
Dale Russell émit l'hypothèse que Gorgosaurus, moins solide et plus commun, devait chasser les hadrosaures, tandis que Daspletosaurus, plus robuste et moins commun, devait s'être spécialisé dans la chasse des cératopsidés, moins abondants mais avec une meilleure défense, qui les aurait rendus plus difficiles à chasser. Cependant, un spécimen de Daspletosaurus (OTM 200) de la formation de Two Medicine contient les restes d'un hadrosaure juvénile dans sa cavité abdominale. Les mâchoires plus grandes et plus larges des tyrannosaurinés comme Daspletosaurus sont plus fortes que celles des albertosaurinés comme Gorgosaurus, bien que la force des dents des deux groupes soit similaire. Cela semble montrer une différence dans le mode d'alimentation ou le régime alimentaire.
D'autres auteurs ont suggéré que la compétition était limitée par une séparation géographique. À la différence d'autres groupes de dinosaures, il semble qu'il n'y ait pas de corrélation avec la distance de la mer. Ni Daspletosaurus ni Gorgosaurus n'étaient plus abondants l'un que l'autre en fonction de l'altitude. Cependant, bien qu'il y ait un chevauchement, Gorgosaurus semble plus commun vers le nord, et les espèces de Daspletosaurus plus abondantes dans le sud. Ce modèle se retrouve dans d'autres groupes de dinosaures. Les cératopsiens cératopsinés et les hadrosaures hadrosaurinés sont aussi plus communs dans la formation de Two Medicine et dans le sud-ouest de l'Amérique du Nord pendant le Campanien. Thomas Holtz pense que ces modèles peuvent montrer des préférences écologiques partagées entre les tyrannosaurinés, cératopsinés et hadrosaurinés. Holtz note qu'à la fin du Maastrichtien, les tyrannosaurinés comme Tyrannosaurus rex, les hadrosaurinés et les cératopsinés comme Triceratops étaient répandus à travers l'ouest de l'Amérique du Nord, alors que les albertosaurinés et les centrosaurinés étaient éteints, et les lambéosaurinés étaient très rares.

### Comportement social

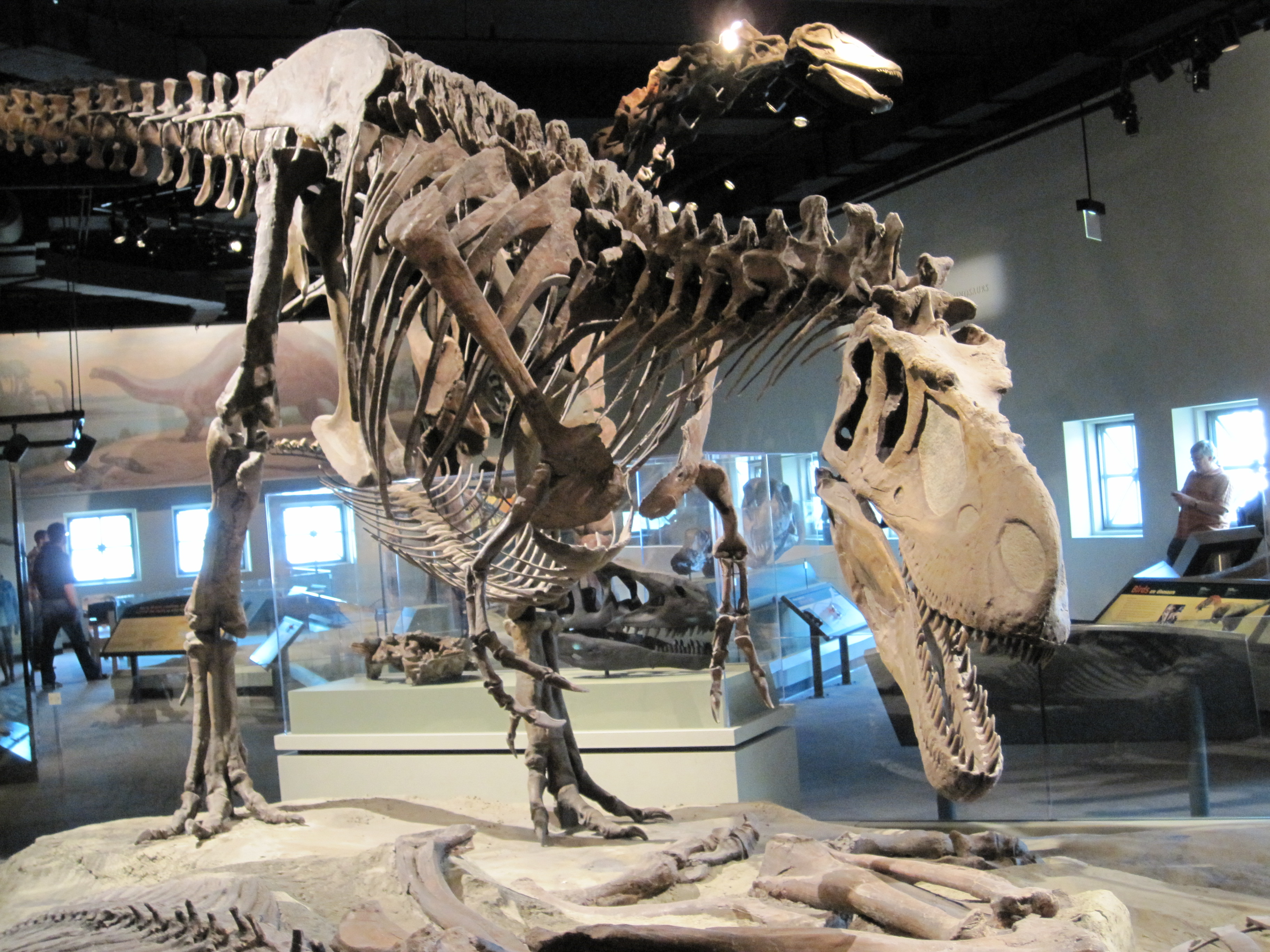
Squelette exposé au musée Field à Chicago.

Un jeune spécimen de Daspletosaurus de la formation de Dinosaur Park (TMP 94.143.1) présente des traces de morsure sur le crâne, infligées par un autre tyrannosaure. Les marques ont guéri, ce qui indique que l'animal a survécu à la morsure. Un Daspletosaurus adulte de cette même formation (TMP 85.62.1) montre des marques similaires de morsure d'un tyrannosaure, ce qui montre que ces attaques n'étaient pas dirigées seulement contre les jeunes. Bien que ces morsures puissent être attribuées à d'autres espèces, l’agression intraspécifique, dont la morsure faciale, est très commune parmi les prédateurs. Ces morsures à la face se retrouvent chez d'autres tyrannosaures comme Gorgosaurus et Tyrannosaurus, ainsi que dans d'autres groupes de théropodes comme Sinraptor et Saurornitholestes. Darren Tanke et Phil Currie émirent l'hypothèse que les morsures sont dues à la compétition intraspécifique pour le territoire ou les ressources, ou pour la dominance dans un groupe social.
Des preuves que Daspletosaurus vivait en groupes sociaux ont été trouvées dans un lit d'ossements de la formation de Two Medicine dans le Montana. Il contenait les restes de trois Daspletosaurus, dont un adulte, un juvénile, et un autre individu d'une taille intermédiaire. Au moins cinq hadrosaures sont préservés au même endroit. La géologie de la région prouve que les restes n'ont pas été charriés pas un cours d'eau mais que tous ces animaux ont été ensevelis au même endroit simultanément. Les restes des hadrosaures sont dispersés et portent de nombreuses marques de dents de tyrannosaure, ce qui indique que les Daspletosaurus étaient en train de se nourrir des hadrosaures au moment de la mort. La cause de la mort est inconnue. Currie imagine que les dasplétosaures formaient une meute, bien que cela ne puisse pas être affirmé de façon certaine. D'autres scientifiques restent sceptiques quant aux preuves des groupes sociaux de Daspletosaurus et d'autres grands théropodes. Brian Roach et Daniel Brinkman ont suggéré que les interactions sociales de Daspletosaurus devaient ressembler à celles du dragon de Komodo, où des individus non-coopératifs se massent sur des carcasses, s'attaquant souvent parfois même allant jusqu'au cannibalisme.

### Développement

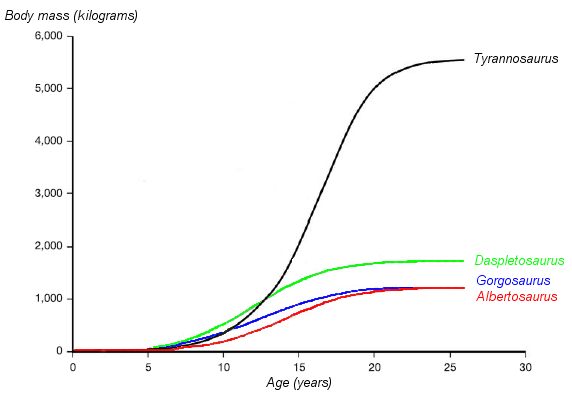
Graphique montrant les courbes de croissance hypothétiques (masse en fonction de l'âge) de quatre tyrannosauridés. Daspletosaurus est représenté en vert. Basé sur Erickson 2004.

Les paléontologues Gregory Erickson et des collègues ont étudié la croissance et le développement des tyrannosauridés. Des analyses de l'histologie des os peuvent déterminer l'âge d'un spécimen à sa mort. Les taux de croissance peuvent être examinés quand les âges de différents individus sont comparés à leurs masses sur un graphe. Erickson a montré qu'après une longue période en tant que juvéniles, les tyrannosaures subissent des poussées de croissance importantes pendant environ quatre ans, vers la moitié de leur vie. La phase de croissance rapide se termine par la maturité sexuelle. Erickson a seulement examiné les Daspletosaurus de la formation de Dinosaur Park, mais ces spécimens montrent le même modèle. Comparé aux albertosaurinés, les Daspletosaurus montrent un taux de croissance plus rapide, dû à leur taille adulte plus importante. Le taux de croissance le plus important pour les Daspletosaurus est 180 kilogrammes par an, selon une estimation de la masse de 1 800 kilogrammes pour un adulte. D'autres auteurs ont suggéré des poids plus importants pour les Daspletosaurus adultes ; ce qui changerait la magnitude du taux de croissance mais pas le modèle dans son ensemble.
Par la tabulation du nombre de spécimens de chaque groupe d'âge, Erickson et ses collègues purent tirer des conclusions sur l'histoire d'une population d'Albertosaurus. Leurs analyses ont montré que bien que les juvéniles soient rares dans l'enregistrement fossile, les individus subadultes en phase de croissance rapide et les adultes sont beaucoup plus courants. Cela pourrait être des biais dus à la préservation ou à la récolte, mais Erickson émit l'hypothèse que la différence était due à une faible mortalité des individus juvéniles au-delà d'une certaine taille, ce qui s'observe chez des grands mammifères actuels comme l'éléphant. Cette faible mortalité peut résulter d'un manque de prédation, puisque les tyrannosaures surpassaient tous les prédateurs contemporains en taille dès leur deuxième année. Les paléontologues n'ont pas trouvé assez de restes de Daspletosaurus pour faire une analyse similaire, mais Erickson note que la même tendance générale semble s'appliquer.

## Paléoécologie

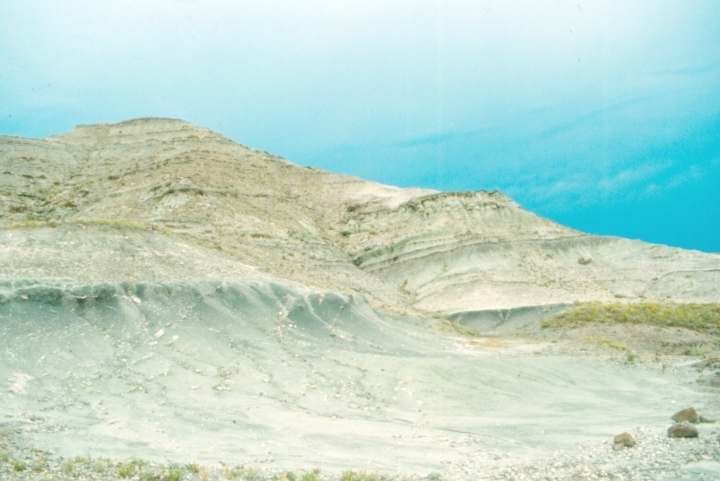
Formation de Two Medicine au Montana

Tous les fossiles de Daspletosaurus ont été trouvés dans des formations datant du Campanien moyen à supérieur, dans le Crétacé supérieur, il y a entre 77 et 74 millions d'années. Depuis le milieu du Crétacé, l'Amérique du Nord a été séparée en deux par la voie maritime intérieure de l'Ouest, avec une grande part du Montana et de l'Alberta ennoyée. Cependant, la surrection des Montagnes Rocheuses pendant l'orogenèse laramienne à l'ouest, qui commença pendant la période durant laquelle Daspletosaurus a vécu, força la mer à se retirer vers l'est et le sud.

Daspletosaurus dans son milieu.

Des rivières s'écoulèrent depuis les montagnes jusqu'à la mer, charriant des sédiments qui formèrent la formation de Two Medicine, le groupe de formations de la Judith River et d'autres formations sédimentaires de la région. Il y a environ 73 millions d'années, la mer commença à revenir vers l'ouest et le nord, et toute la région fut couverte par la mer de Bearpaw, qui déposa dans l'ouest des États-Unis et du Canada les massifs schisteux de Bearpaw,,.
Daspletosaurus vivait dans une vaste plaine d’inondation près de la côte ouest de la mer intérieure. De grandes rivières coulaient dans la plaine, l'inondant occasionnellement, recouvrant la région de nouveaux sédiments. Quand l'eau était abondante, la région pouvait accueillir beaucoup de plantes et de vie animale, mais des sécheresses périodiques ont aussi frappé la région, causant des extinctions en grand nombre dont les fossiles sont préservés dans des niveaux très fossilifères de la formation de Two Medicine et des formations de la Judith River, incluant le niveau à Daspletosaurus. Des conditions similaires existent actuellement dans l'Est de l'Afrique. Des éruptions volcaniques à l'ouest recouvrent périodiquement la région de cendres, causant une forte mortalité, tout en enrichissant le sol pour la pousse de futures plantes. Ce sont ces niveaux à cendres qui permettent une datation radiométrique précise. La fluctuation des niveaux marins a résulté en une variété d'autres environnements à des endroits et des moments différents dans les formations du groupe de la Judith River, incluant des habitats marins profonds et côtiers, des littoraux, des deltas et des lagons, en plus des plaines d'inondation. La formation de Two Medicine fut déposée plus en hauteur, et plus loin dans les terres que les deux autres formations.

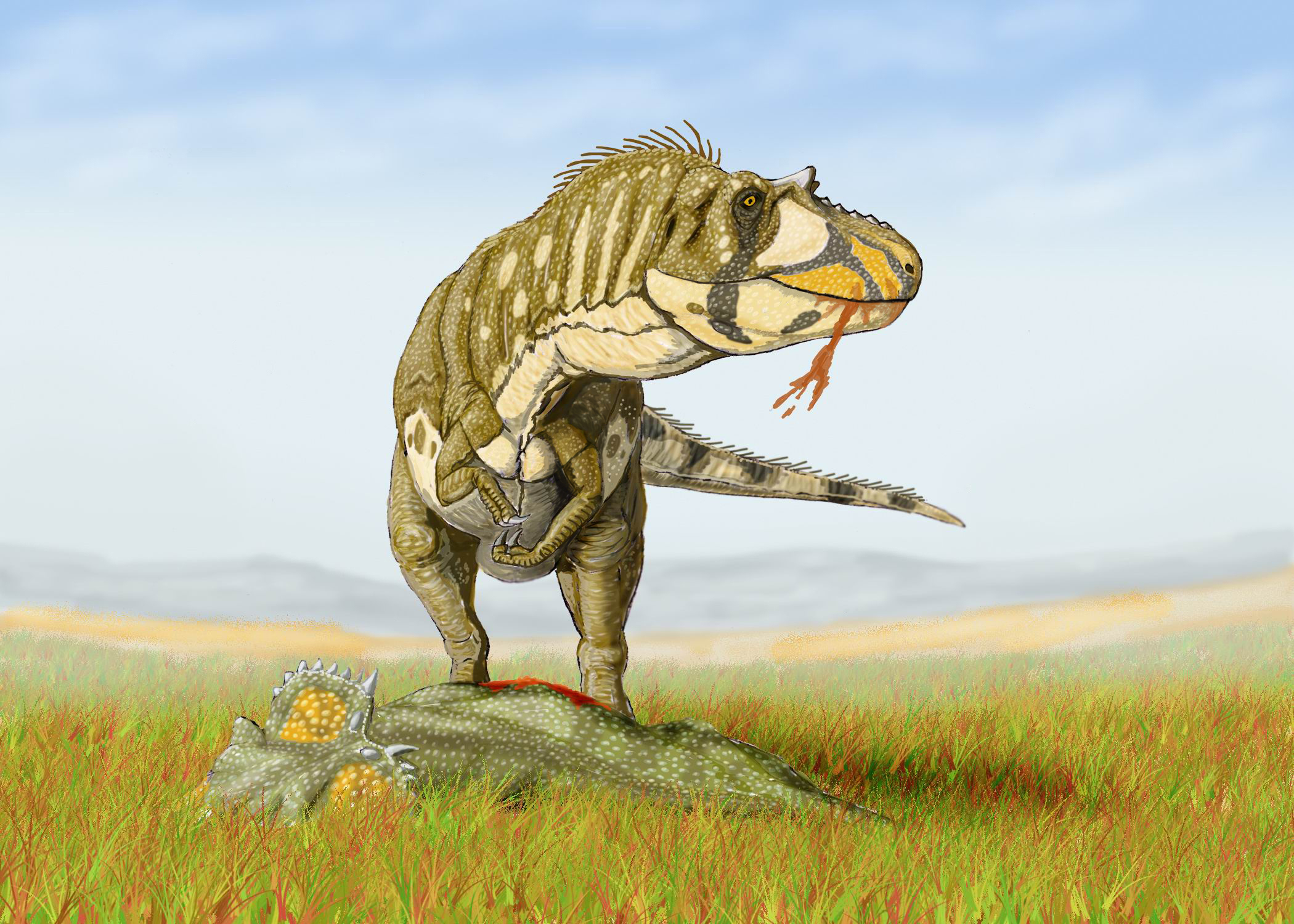
Reconstitution d'un Daspletosaurus torosus mangeant un cératopsien.

L'excellente fossilisation des vertébrés fossiles de Two Medicine et Judith River résulte de la combinaison d'une vie animale abondante, de catastrophes naturelles périodiques et du dépôt de grandes quantités de sédiments. Beaucoup de poissons d'eau douce et d'estuaire sont représentés, dont des requins, des raies, des esturgeons. Le groupe des formations de la Judith River préserve les restes de beaucoup d'amphibiens et reptiles aquatiques, dont des grenouilles, des salamandres, des tortues, des Champsosaurus et des crocodiliens. Des lézards terrestres, dont des Teiidae, des Scincidae, des varans et des Anguidae, ont également été découverts. Des ptérosaures Azhdarchidae, et des neornithes comme Apatornis survolaient cette région, tandis que Avisaurus, un énantiornithe, et plusieurs variétés de multituberculés, marsupiaux et mammifères placentaires couraient entre les pattes de Daspletosaurus et d'autres dinosaures.
Dans la formation d'Oldman, Daspletosaurus torosus a pu chasser des hadrosaures comme Brachylophosaurus et Hypacrosaurus, des ornithopodes comme Orodromeus, des cératopsiens comme Centrosaurus, des pachycephalosaures, des ornithomimidés, des thérizinosaures et probablement des ankylosaures. Les autres prédateurs étaient composés de Troodontidae, d'oviraptorosaures, du droméosauridé Saurornitholestes et peut-être d'un tyrannosaure albertosauriné (de genre inconnu pour le moment). Les formations de Dinosaur Park et de Two Medicine ont des faunes comparables à celle d'Oldman, avec la particularité de Dinosaur Park de préserver une gamme unique de dinosaures. L'albertosauriné Gorgosaurus vivait avec des espèces de Daspletosaurus dans les environnements de la formation de Dinosaur Park et du haut de la formation de Two Medicine. Les jeunes tyrannosaures devaient remplir les niches écologiques entre les tyrannosaures adultes et les théropodes plus petits,,,. Un dentaire de Saurornitholestes a été découvert dans la formation de Dinosaur Park. Il porte des marques de dents d'un jeune tyrannosaure, peut-être un Daspletosaurus.